# Robert Jashari
Robert Jashari (né en 1938 en Albanie) est un joueur international de football albanais.
Il est connu pour avoir terminé meilleur buteur du championnat d'Albanie lors des saisons 1963, 1964 et 1965, avec respectivement 18, 9 et 14 buts inscrits.